# Alby-sur-Chéran
Alby-sur-Chéran ist eine französische Gemeinde im Département Haute-Savoie in der Region Auvergne-Rhône-Alpes. Sie gehört zum Kanton Rumilly im Arrondissement Annecy.

## Geographie
Alby-sur-Chéran liegt auf 399 m, etwa 13 Kilometer südwestlich der Stadt Annecy (Luftlinie). Das Städtchen erstreckt sich im Alpenvorland am Fuß des Semnoz, im Albanais, an einem alten Brückenübergang über den Chéran.
Die Fläche des 6,56 km² großen Gemeindegebiets umfasst einen Abschnitt des Albanais. Das zentrale Gebiet wird vom Tal des Chéran eingenommen. Dieser fließt mit mehreren Windungen in einem Kerbtal eingesenkt in die Molasseschichten der Umgebung von Süden nach Norden. Östlich des Tales reicht der Gemeindeboden auf die angrenzenden Plateaus, welche durch die Täler verschiedener Seitenbäche des Chéran untergliedert sind. Nach Westen erstreckt sich das Gemeindeareal auf das Plateau von Chède und erreicht an dem Höhenrücken von Héry-sur-Alby mit 606 m die höchste Erhebung von Alby-sur-Chéran.
Zu Alby-sur-Chéran gehören neben dem eigentlichen Ortskern mehrere Weilersiedlungen und Gehöfte, darunter:
- Le Chêne (445 m) auf dem Plateau östlich des Tals des Chéran
- Chède (470 m) auf dem Plateau westlich des Tals des Chéran
- Masigny (475 m) westlich des Tals des Chéran
- Beaunoyer (500 m) westlich des Tals des Chéran

Nachbargemeinden von Alby-sur-Chéran sind Marigny-Saint-Marcel, Saint-Sylvestre und Chapeiry im Norden, Viuz-la-Chiésaz und Mûres im Osten, Héry-sur-Alby im Süden sowie Saint-Félix im Westen.

## Geschichte
Das Gemeindegebiet von Alby-sur-Chéran war bereits während der Römerzeit besiedelt, was anhand von Mauerfundamenten bei Masigny nachgewiesen werden konnte. Im Mittelalter wurde Alby unter den latinisierten Namen Albiacum und Arbiacum erwähnt. Der Ortsname geht auf den gallorömischen Geschlechtsnamen Albius zurück und bedeutet so viel wie Landgut des Albius. Die Ortsbezeichnung wandelte sich im Lauf der Zeit über Albie zu Alby. Erst 1862 wurde der heute offizielle Gemeindename Alby-sur-Chéran eingeführt.
Im Mittelalter war Alby-sur-Chéran im Besitz der Grafen von Genf. Unter Graf Amadeus II. von Genf erhielt der Ort im Jahre 1297 gewisse Freiheitsrechte zugesprochen. Das Städtchen lag an einem wichtigen Brückenübergang über den Chéran auf dem Weg zwischen Annecy und Chambéry. Alby-sur-Chéran war vom 14. bis zu Beginn des 20. Jahrhunderts ein bedeutendes Zentrum der Lederverarbeitung und des Schuhmacherhandwerks.

## Sehenswürdigkeiten
Alby-sur-Chéran hat sein Gepräge als mittelalterlicher Marktflecken bewahrt. Im Zentrum befindet sich die dreieckige Place du Trophée, die von Häusern mit Arkadenbögen umgeben ist. Wegen mehrerer Brände stammt die heutige Bausubstanz zumeist aus der Mitte des 19. Jahrhunderts. Im Rathaus ist das Musée de la Cordonnerie (Schustermuseum) untergebracht. Über den Chéran führt eine Steinbrücke, die 1720 errichtet wurde. Sie wurde nach der Zerstörung 1940 im ursprünglichen Zustand wieder aufgebaut.
Westlich des Ortes steht die Kapelle Saint-Maurice, die ursprünglich aus dem 14. Jahrhundert stammt. Die moderne Pfarrkirche Notre-Dame de Plaimpalais wurde von 1953 bis 1960 nach Plänen des Architekten Maurice Novarina erbaut. Nördlich von Alby-sur-Chéran befindet sich das ehemalige Château de Montpon (14. Jahrhundert; später mehrfach umgebaut), der einzige von einstmals sieben Herrschaftssitzen, der erhalten geblieben ist.

## Meteorit
Im Jahr 2002 fiel ein Meteorit auf Alby-sur-Chéran und zerbrach beim Aufschlag in zwei Teile von insgesamt 252 Gramm. Der Stein, der als Eukrit klassifiziert wurde, blieb über einen Monat unentdeckt, da die beiden Fragmente im Isoliermaterial eines Daches steckengeblieben waren.

## Bevölkerung
| Jahr                       | 1962 | 1968 | 1975 | 1982 | 1990 | 1999 | 2004 |
| Einwohner                  | 810  | 782  | 799  | 1014 | 1224 | 1630 | 1870 |
| Quellen: Cassini und INSEE |      |      |      |      |      |      |      |

Mit 2643 Einwohnern (Stand 1. Januar 2022) gehört Alby-sur-Chéran zu den kleineren Gemeinden des Département Haute-Savoie. Im Verlauf des 19. und 20. Jahrhunderts nahm die Einwohnerzahl aufgrund starker Abwanderung kontinuierlich ab (1881 wurden in Alby-sur-Chéran noch 1151 Einwohner gezählt). Seit Mitte der 1970er Jahre wurde jedoch dank der attraktiven Wohnlage wieder eine markante Bevölkerungszunahme verzeichnet.

## Wirtschaft und Infrastruktur
Alby-sur-Chéran war stets ein durch Handel und das Schusterhandwerk geprägter Marktflecken. Von 1915 bis 1984 war es Standort einer Gießerei, welche bis zu 150 Angestellten Arbeit bot. Heute profitiert der Ort vom nahen Anschluss an die Autobahn. Es gibt zahlreiche Betriebe des Klein- und Mittelgewerbes. Seit den 1970er Jahren hat sich auf dem Plateau westlich von Alby-sur-Chéran eine Gewerbezone entwickelt. Hier ließen sich Dienstleistungsbetriebe, Handelsfirmen und Einkaufsgeschäfte nieder. Viele Erwerbstätige sind Wegpendler, die in den größeren Ortschaften der Umgebung und im Raum Annecy ihrer Arbeit nachgehen.
Die Ortschaft ist verkehrsmäßig sehr gut erschlossen. Sie liegt an der Hauptstraße N201, die von Annecy nach Chambéry führt. Weitere regionale Straßenverbindungen bestehen mit Rumilly und Lescheraines. Der nächste Anschluss an die Autobahn A41, welche das Gemeindegebiet durchquert und das Tal des Chéran mit einer hohen Brücke überspannt, befindet sich in einer Entfernung von rund 3 km.